# Weißes Schloss (Heringsdorf)

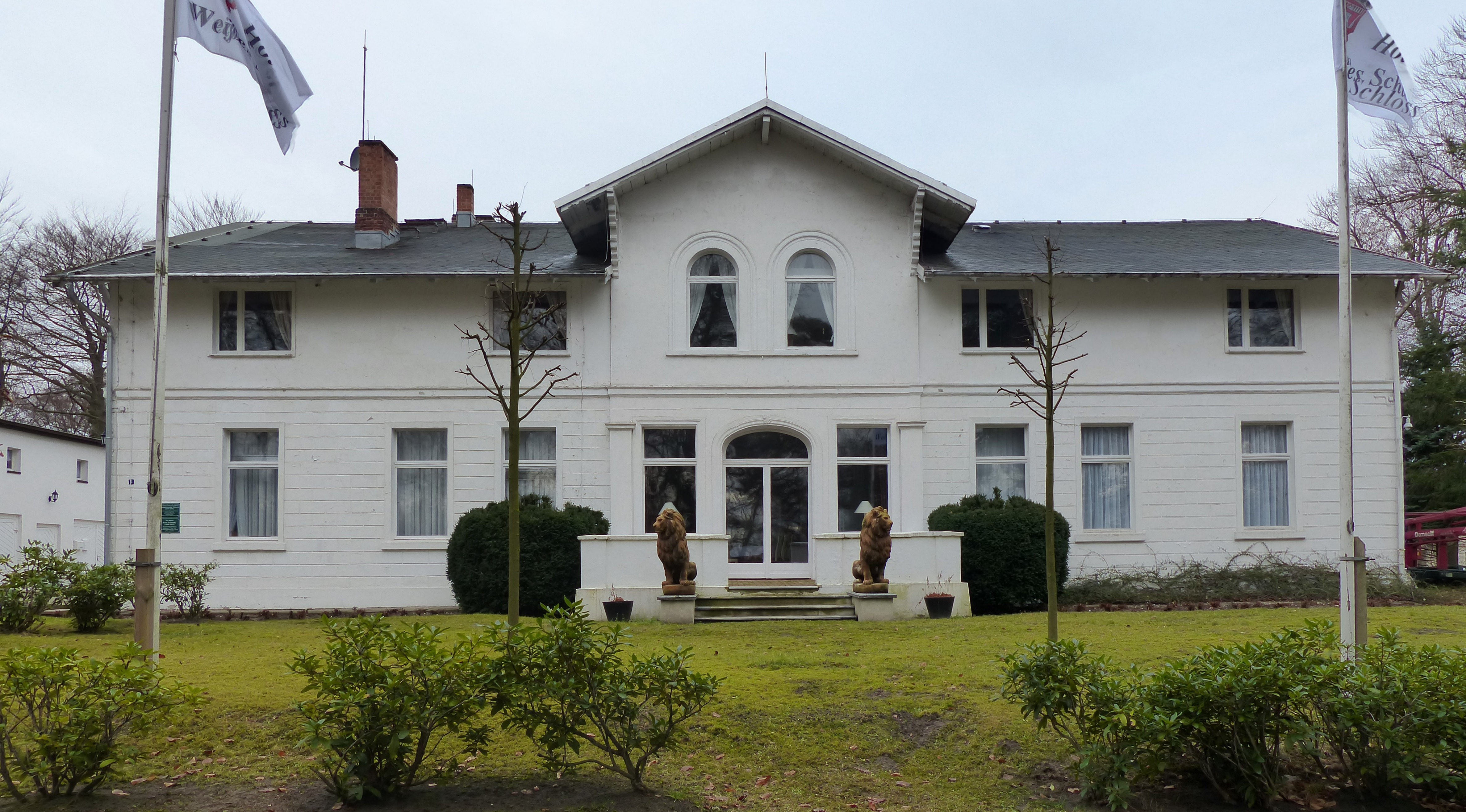
Weißes Schloss in Heringsdorf

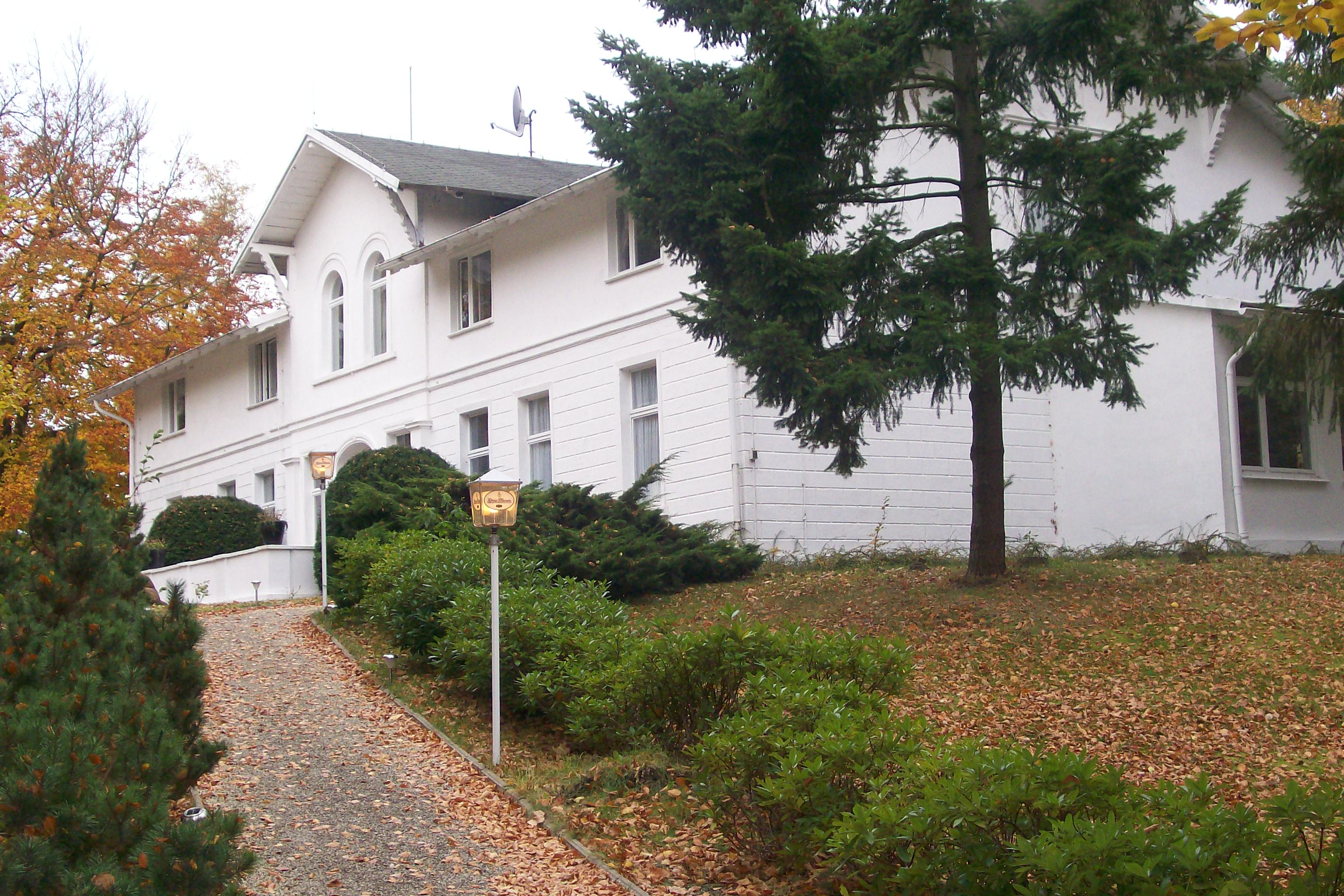
Weißes Schloss von der Ecke Kulmstraße aus

Gedenktafel an der Außenwand

Das Weiße Schloss ist das älteste Gebäude in Heringsdorf auf Usedom im Landkreis Vorpommern-Greifswald. Das heute als Hotel und Restaurant genutzte Haus befindet sich in der Rudolf-Breitscheid-Straße 3 und steht unter Denkmalschutz.

## Geschichte
Georg Bernhard von Bülow war zusammen mit seinem Bruder Besitzer des Rittergutes Gothen, dass sich bis an die Ostsee über das Gebiet des späteren Ortes Heringsdorf erstreckte. Er ließ 1825 auf dem Kulm, einem 34 m hohen sandigen Hügel, das erste Gästehaus für den beginnenden Bädertourismus errichten. Architekt des klassizistischen Bülowschen Logierhauses war Karl Friedrich Schinkel.
1859 erwarb der Reichsgraf von Stolberg-Wernigerode aus dem Haus Peterswaldau Gothen mit Heringsdorf und somit auch das Logierhaus. 1866 wohnte hier Kronprinzessin Victoria von Preußen mit ihren Söhnen Wilhelm und Heinrich. Der preußische Kronprinz Friedrich kam nach dem Ende des Deutschen Krieges dazu. Ab 1867 bewohnte die Witwe des Reichsgrafen das Weiße Schloss selbst.
In den Jahren 1920 und 1921 bewohnte Kurt Tucholsky mit dem Ensemble „Le Chat Noir“ das Haus. Zu DDR-Zeiten war das Haus zeitweise Ferienheim des ZK der SED und wurde bis 1989 von der SED-Kreisparteischule  genutzt. Nach der Wiedervereinigung wurde das Bauwerk unter Denkmalschutz gestellt und saniert. Seitdem dient es wieder als Hotel.

## Gebäude
Das eingeschossige, neunachsige Gebäude mit Satteldach besitzt ein ausgebautes Dachgeschoss mit Drempel. Ein zweigeschossiger, nur leicht vorstehender Mittelrisalit geht über drei Achsen, von denen der korbbogige Eingang die mittlere bildet. In seinem Obergeschoss befinden sich zwei rundbogige Fenster. Das Erdgeschoss besitzt eine Putzquaderung, während der Drempel und die obere Etage des Risaliten glatt geputzt sind. Dem Namen entsprechend ist die gesamte Fassade weiß gestrichen.
Das Haus war von einem Park mit Eichen und Buchen umgeben. In den 2010/20er Jahren wurde ein Großteil des Baumbestandes auf der Nordwestseite für zwei fünfgeschossige große Neubauten gefällt. Von der Terrasse blickt man statt auf Wald und Baumgalerie nun auf diese Neubauten.